# Ogurjaly
Ogurjaly (turkm. Ogurjaly adasy; ros. остров Огурчинский, ostrow Ogurczinskij) – wyspa w południowo-wschodniej części Morza Kaspijskiego należąca do Turkmenistanu. Od zachodu oblewają ją wody Zatoki Turkmeńskiej. Rozciąga się południkowo wąskim pasem i zajmuje ok. 45 km². Powierzchnia wyspy ma charakter nizinny. Miejscami występują tam niewielkie piaszczyste wzniesienia.
Wyspa Ogurjaly stanowi ostoję ptaków IBA organizacji BirdLife International. Na wyspie działa rezerwat o powierzchni ok. 7 tys. ha, w którym prowadzona jest hodowla gazeli czarnoogonowej (Gazella subgutturosa) celem jej późniejszej reintrodukcji w różnych miejscach na terenie Turkmenistanu. W latach 90. XX wieku rezerwat stał się częścią większego Rezerwatu Krasnowodzkiego (obecnie Hazarskiego), który od 2009 roku figuruje na turkmeńskiej liście informacyjnej – liście obiektów rozważanych do zgłoszenia na listę światowego dziedzictwa UNESCO.